# Smith & Wesson Ladysmith
La Smith & Wesson Ladysmith, nota anche come S & W Ladysmith o solo LadySmith, è una serie di rivoltelle prodotte dall'azienda statunitense Smith & Wesson a partire dall'inizio del XX secolo. I primi modelli erano camerati con il calibro .22 Long. A partire dagli anni '80, S & W ha prodotto diversi revolver a canna corta e pistole semiautomatiche con munizioni .32 H & R Magnum (modello S & W 631LS), .38 Special (modelli S & W 36LS e 642LS), .357 Magnum (Modello 60LS S & W e S & W Modello 65LS) e Parabellum 9mm (S & W Model 3913LS).